# Dumbarton Harp Football Club
Ne doit pas être confondu avec Dumbarton Football Club.
Maillots
Dumbarton Harp Football Club est un ancien club de football écossais basé à Dumbarton, West Dunbartonshire et qui a été actif entre 1894 et 1936, membre de la Scottish Football League entre 1923 et 1925. 

## Histoire
Le club est fondé en 1894 par des immigrés irlandais catholique, adhérant à des ligues locales puis à la Scottish Football Union de 1908 à 1912 (et dont ils remportèrent la compétition en 1909-10) puis à l'Inter County League. 
Ils adhèrent à la Scottish Football League en 1923 à l'occasion de la création de la Division 3 en 1923. Ils terminent leur première saison à la 10e place (sur 16) mais se retirent au milieu de la saison 1924-1925 à cause de graves difficultés financières. Ils jouaient leurs matches à Meadow Park.
Ils réintègrent alors des ligues locales avant de disparaître définitivement en 1936. 